# Diradops rugosa
Diradops rugosa là một loài tò vò trong họ Ichneumonidae.